# John Harvard
John Harvard, född i november (döpt 29 november) 1607 i Southwark i England, död 14 september 1638 i Charlestown i Boston, Massachusetts (dåvarande Massachusetts Bay-kolonin), var en engelsk dissenterpräst. Han var donator till vad som sedan blev Harvard University.

## Biografi
Harvard föddes i Southwark i England. Han utbildades vid Emmanuel College vid universitetet i Cambridge, där han avlade examen 1631 och magistergrad 1635.
Han utvandrade 1637 från England till Massachusetts Bay-kolonin. Där registrerades han den 2 november samma år som freeman (ungefär fri och röstberättigad invånare) i Charlestown, idag en stadsdel av Boston.
Harvard var verksam som assisterande pastor i First Church of Charlestown. Enligt Appletons' Cyclopædia of American Biography prästvigdes han inom Engelska kyrkan 1637, innan han utvandrade. Uppgiften saknas dock i andra källor, och såväl Appeltons' som flera andra källor anger Harvard som dissenter eller puritan, det vill säga att han stod utanför den episkopala statskyrkan.
John Harvards verksamhet i New England blev kort. Han avled i tuberkulos ett knappt år efter att ha kommit till Charlestown.

## Inrättandet av Harvard University

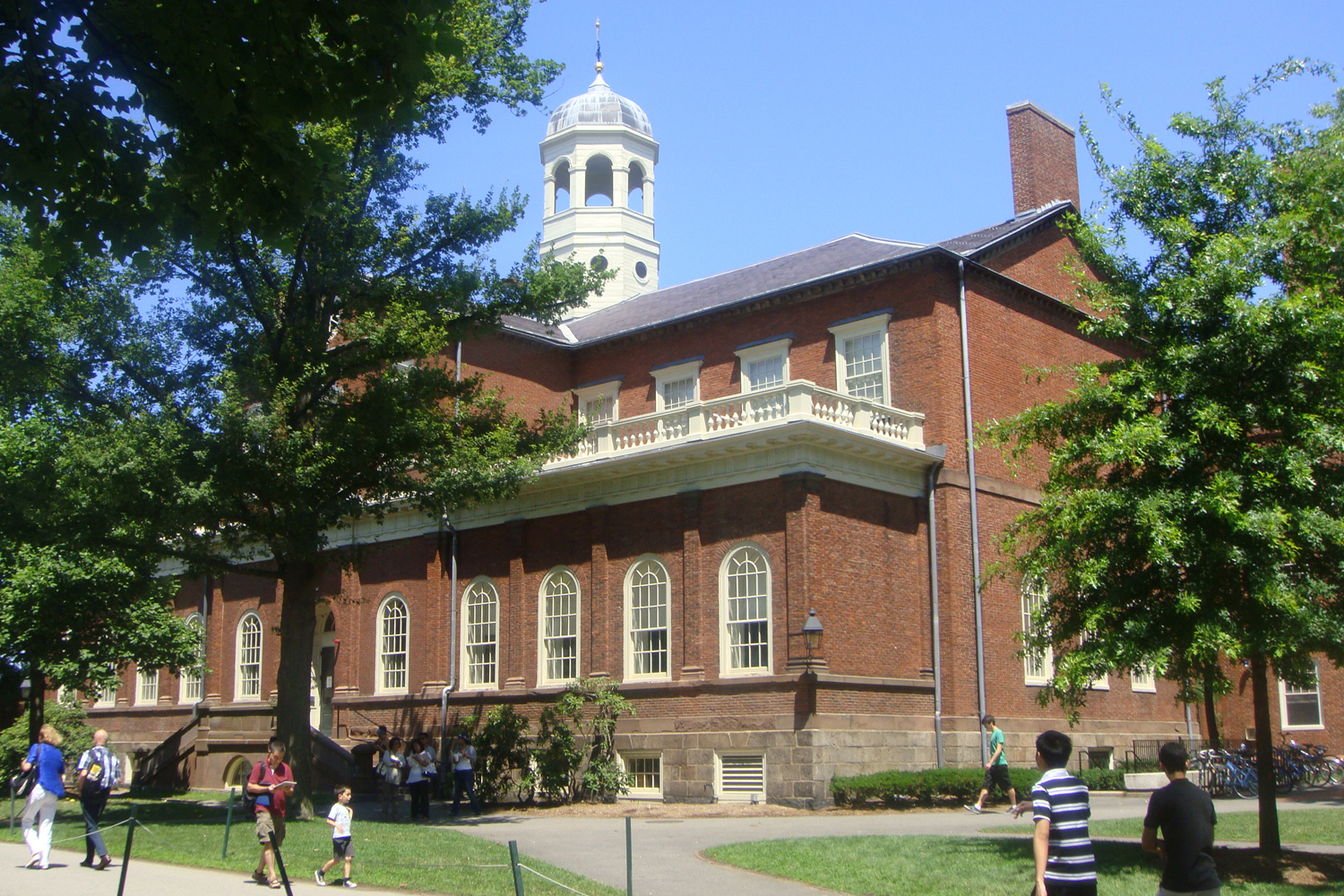
Harvard Hall, den fjärde äldsta byggnaden vid Harvard University.

Massachusetts Bay-kolonins lagstiftande församling beslutade 1636 att avsätta 400 pund för en skola eller ett college. Ett år senare inrättades skolan i Newtowne, en stad i närheten av Boston. Syftet med skolan var att "främja lärandet och för evigt bevara det för eftervärlden; i fruktan att lämna ett obildat prästerskap till kyrkorna, när våra nuvarande predikanter vilar i stoftet". Newtowne antog strax därefter namnet Cambridge efter Cambridge i England, där många av kolonisterna utbildats.
När John Harvard avled 1638 testamenterade han halva sin egendom om cirka 1 600 pund, samt sin samling av klassisk och teologisk litteratur om närmare 400 böcker, till den nya skolan. Harvards gåva var alltså nästan dubbelt så stor som det stiftelsekapital som ursprungligen avsatts. Då det vid denna tid inte fanns någon känd tryckpress i det engelsktalande Amerika, hade även bokgåvan stor betydelse för utbildningen. Närmare tre fjärdedelar av böckerna utgjordes av teologisk litteratur, vilket svarade väl mot skolans dåvarande uppdrag att utbilda präster och predikanter. 
I tacksamhet över Harvards gåva beslutade Massachusetts General Court 1639 att den nya skolans namn skulle vara Harvard Colledge (sic).